# Emil Sauter
Emil Frederik Ferdinand Sauter (født 7. maj 1832 i København, død 13. april 1901 smst) var en dansk skolemand.
Emil Sauter var født i København og var udlært og havde arbejdet som sadelmager, inden han i 1862 tog lærereksamen. Han var efterfølgende landsbylærer på Bjerringbro-egnen i 21 år.
I 1874 stiftede Emil Sauter Danmarks Lærerforening sammen med to andre landsbylærere fra Viborg Stift, P.A. Holm (1844–1901) og C.A. Thyregod (1822–1898), og Sauter blev foreningens første formand 1874–79 og igen 1883-94.
I 1883 flyttede Sauter tilbage til Sjælland, idet han havde fået ansættelse på Rytterskolen i Gladsaxe, hvor han var lærer indtil 1898.
Sauter viste stor interesse for at udbrede kendskabet til moderne undervisningsmaterialer. Danmarks Lærerforening nedsatte et særligt udvalg for skolemateriel under Emil Sauters ledelse, og der blev arrangeret udstillinger rundt om i Danmark med de nyeste materialer fra ind- og udland. Kultusministeriet gav i finansåret 1882–83 første gang en større bevilling på 4000 kroner til Sauters arbejde med »Udbredelse af Kundskab om godt Skolemateriel«.
I 1887 grundlagde Emil Sauter Dansk Skolemuseum. Den første tid lå museet på Rytterskolens loft; men det blev hurtigt flyttet til større lokaler uden for kommunen, først en lejlighed på Gammel Kongevej i København og senere i Stormgade. Museet endte med at blive lukket, og samlingerne blev opmagasineret på Statens pædagogiske Studiesamling, indtil det nye Dansk Skolemuseum åbnede i 1995, men det lukkede for publikum i 2008.
Om Sauter fortælles det, at han havde let ved at begejstre folk og egentlig var en god underviser, men hans engagement i så mange ting uden for skolen gik ud over skolearbejdet, og han var ofte fraværende. Sauter skrev også vers, bl.a. til Dansk Billed A B C udgivet i København i 1879.
Emil Sauter er begravet på Gladsaxe kirkegård. »Lærere og Lærerinder i Folkeskolen rejste denne Sten«, står der nederst.